# Ameen Al-Dakhil
Ameen Al-Dakhil (arabsky: أمين الدخيل) (* 6. března 2002) je belgický profesionální fotbalista, který hraje na pozici středního obránce za německý klub VfB Stuttgart. Narodil se v Iráku, ale hraje za belgický národní tým.

## Mládí
Al-Dakhil se narodil v Iráku a do Belgie se přestěhoval se svou rodinou ve věku 5 let jako uprchlík během války v Iráku. Začal hrát fotbal za mládežnické akademie Kortenaken, Hoegaarden-Outgaarden, Tienen, Anderlecht a Standard Lutych. Původně byl Al-Dakhil útočníkem, ale později změnil pozici na středního obránce.

## Klubová kariéra

### Standard Lutych
Al-Dakhil debutoval v Jupiler Pro League za Standard Lutych 23. července 2021 při remíze s Genkem 1:1.

### Sint-Truiden
Dne 31. ledna 2022 přestoupil Al-Dakhil do dalšího belgického týmu Sint-Truiden.

### Burnley
Dne 13. ledna 2023 přestoupil Al-Dakhil za nezveřejněnou částku do anglického klubu Burnley FC a podepsal s klubem smlouvu na tři a půl roku. Dne 31. ledna 2024 vstřelil svůj první gól za Burnley proti Manchesteru City při porážce 3:1 a stal se prvním hráčem narozeným v Iráku, který skóroval v Premier League.

### Stuttgart
Dne 27. srpna 2024 podepsal Al-Dakhil čtyřletou smlouvu s bundesligovým klubem VfB Stuttgart.

## Reprezentační kariéra
Al-Dakhil se narodil v Iráku, vyrostl v Belgii a má belgické občanství. Byl mládežnickým reprezentantem Belgie, reprezentoval národní týmy do 17, 18 a 21 let.
V červnu 2023 byl povolán do seniorského týmu Belgie na kvalifikační zápasy na Mistrovství Evropy ve fotbale 2024 proti Rakousku a Estonsku, které se odehrály 17. a 20. června 2023.

## Statistiky

### Klubové
Platí k zápasu hranému 31. ledna 2024.
| Klub              | Sezóna            | Liga               | Liga   | Liga | Národní pohár | Národní pohár | Ligový pohár | Ligový pohár | Celkově | Celkově |
| Klub              | Sezóna            | Soutěž             | Zápasy | Góly | Zápasy        | Góly          | Zápasy       | Góly         | Zápasy  | Góly    |
| ----------------- | ----------------- | ------------------ | ------ | ---- | ------------- | ------------- | ------------ | ------------ | ------- | ------- |
| Standard Lutych   | 2021/22           | Jupiler Pro League | 13     | 0    | 1             | 0             | —            | —            | 14      | 0       |
| Sint-Truiden      | 2021/22           | Jupiler Pro League | 9      | 0    | —             | —             | —            | —            | 9       | 0       |
| Sint-Truiden      | 2022/23           | Jupiler Pro League | 16     | 0    | 3             | 0             | —            | —            | 19      | 0       |
| Sint-Truiden      | Celkově           | Celkově            | 25     | 0    | 3             | 0             | —            | —            | 28      | 0       |
| Burnley           | 2022/23           | EFL Championship   | 8      | 0    | 4             | 0             | —            | —            | 12      | 0       |
| Burnley           | 2023/24           | Premier League     | 13     | 1    | 1             | 0             | 3            | 0            | 17      | 1       |
| Burnley           | Celkově           | Celkově            | 21     | 1    | 5             | 0             | 3            | 0            | 29      | 1       |
| Celkově v kariéře | Celkově v kariéře | Celkově v kariéře  | 59     | 1    | 9             | 0             | 3            | 0            | 71      | 1       |

### Reprezentační
Platí k zápasu hranému 19. listopadu 2023.
| Národní tým | Rok     | Zápasy | Góly |
| ----------- | ------- | ------ | ---- |
| Belgie      | 2023    | 4      | 0    |
| Celkově     | Celkově | 4      | 0    |